# Anna-Maria Valvano
Anna-Maria Valvano es una deportista italiana que compitió en judo. Ganó una medalla de plata en el Campeonato Europeo de Judo de 1983, en la categoría de –48 kg.

## Palmarés internacional
| Campeonato Europeo | Campeonato Europeo | Campeonato Europeo | Campeonato Europeo |
| Año                | Lugar              | Medalla            | Categoría          |
| ------------------ | ------------------ | ------------------ | ------------------ |
| 1983               | Génova (Italia)    | Medalla de plata   | –48 kg             |